# Porphyromma
Porphyromma is een geslacht van rechtvleugeligen uit de familie sabelsprinkhanen (Tettigoniidae). De wetenschappelijke naam van dit geslacht is voor het eerst geldig gepubliceerd in 1895 door Redtenbacher.

## Soorten
Het geslacht Porphyromma omvat de volgende soorten:
- Porphyromma salesopolense Piza, 1979
- Porphyromma speciosa Brunner von Wattenwyl, 1895
- Porphyromma viridifolia Brunner von Wattenwyl, 1895